# Berberis
- Commons
- Wikispecies

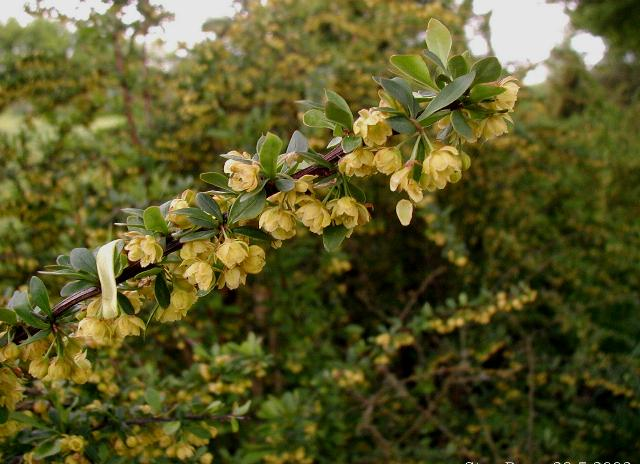
Berberis thunbergii

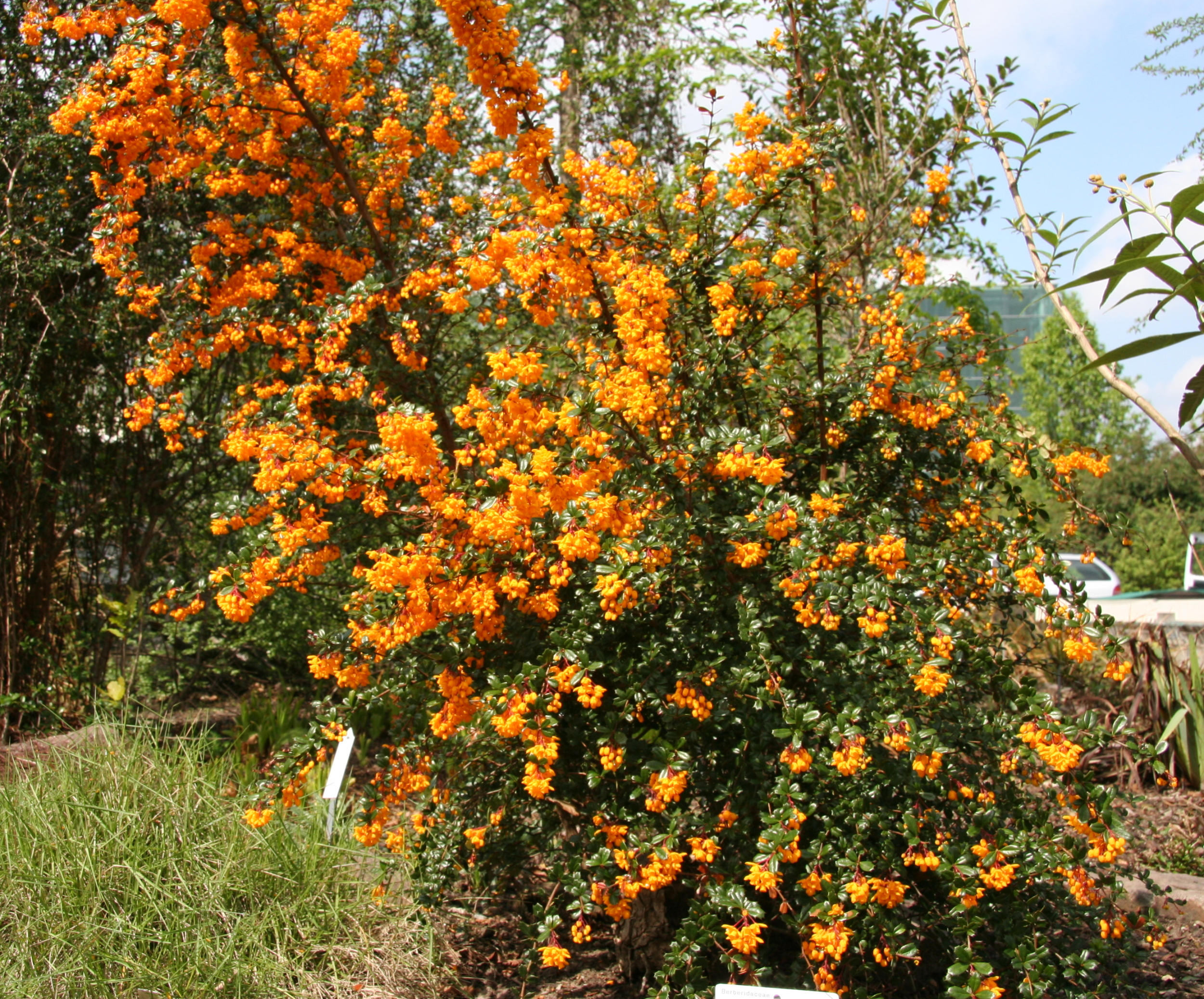
Berberis darwinii

Bérberis (Berberis) L. é um gênero botânico da família Berberidaceae.

## Sinonímia
- Mahonia Nutt.
- Odostemon Raf.

## Espécies

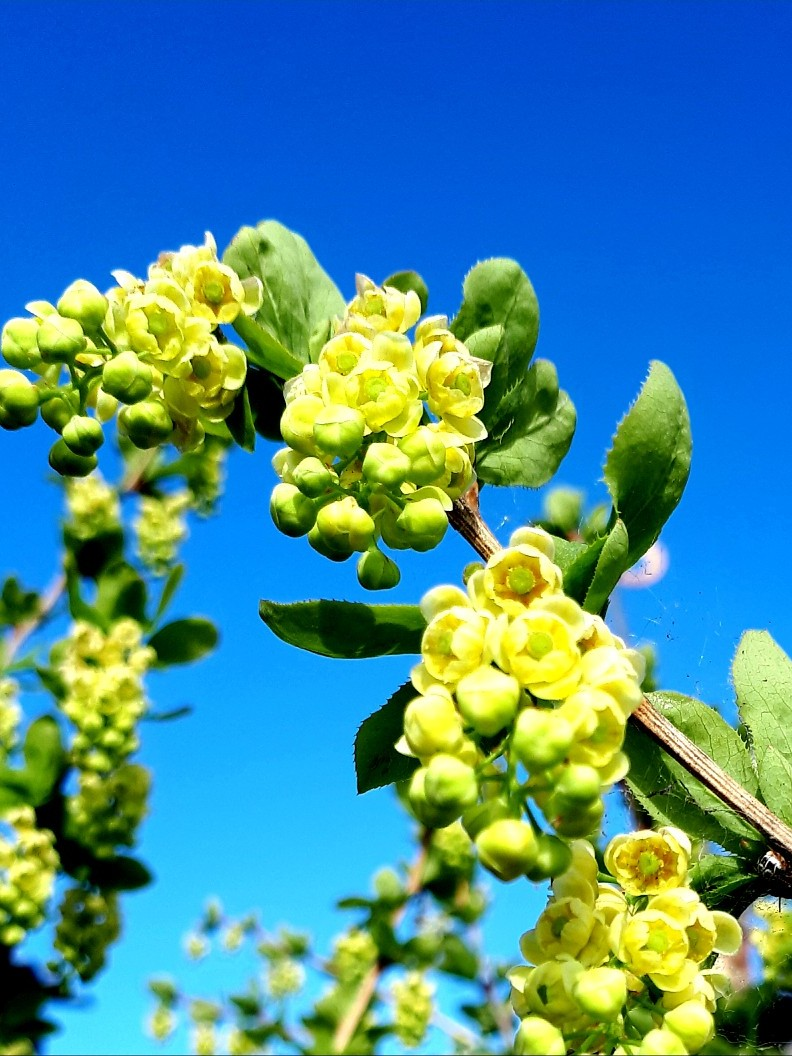
Flor de bérberis na Sibéria Oriental

Europa e Asia, decíduas:
| - Berberis aemulans - Berberis aetnensis - Berberis aggregata - Berberis amurensis - Berberis angulosa - Berberis aristata - Berberis beaniana - Berberis capillaris - Berberis chinensis - Berberis circumserrata - Berberis cretica - Berberis dasystachya - Berberis diaphana - Berberis dictyoneura - Berberis dictyophylla - Berberis dielsiana - Berberis edgeworthiana | - Berberis floribunda - Berberis forrestii - Berberis francisci-ferdinandii - Berberis gilgiana - Berberis giraldii - Berberis graminea - Berberis gyalaica - Berberis heteropoda - Berberis hispanica - Berberis jamesiana - Berberis koreana - Berberis lycium - Berberis mitifolia - Berberis morrisonensis - Berberis mucrifolia - Berberis oblonga - Berberis parisepala | - Berberis poiretii - Berberis prattii - Berberis sherriffii - Berberis sieboldii - Berberis sikkimensis - Berberis silva-taroucana - Berberis temolaica - Berberis thunbergii - Berberis vernae - Berberis virescens - Berberis virgetorum - Berberis vulgaris - Berberis wilsonii - Berberis yunnanensis - Berberis zabeliana |

Europa e Asia, sempreverdes:
| - Berberis asiatica - Berberis atrocarpa - Berberis bergmannii - Berberis calliantha - Berberis candidula - Berberis centiflora - Berberis chrysosphaera - Berberis concinna - Berberis coriaria - Berberis coxii - Berberis dumicola | - Berberis gagnepainii - Berberis glaucocarpa - Berberis hookeri - Berberis hypokerina - Berberis insignis - Berberis julianae - Berberis kawakamii - Berberis lycioides - Berberis manipuriana - Berberis panlanensis - Berberis potaninii | - Berberis pruinosa - Berberis replicata - Berberis sargentiana - Berberis soulieana - Berberis sublevis - Berberis taliensis - Berberis tsangpoensis - Berberis umbellata - Berberis veitchii - Berberis verruculosa |

América do Norte, decíduas:
| - Berberis canadensis | - Berberis fendleri |

América do Sul,decíduas:
| - Berberis cabrerae | - Berberis chillanensis | - Berberis montana |

America do Sul, sempreverdes:
| - Berberis actinacantha - Berberis buxifolia - Berberis comberi - Berberis darwinii | - Berberis empetrifolia - Berberis hakeoides - Berberis heterophylla - Berberis ilicifolia | - Berberis linearifolia - Berberis negeriana - Berberis trigona - Berberis valdiviana |

- Lista completa

## Classificação do gênero
| Sistema | Classificação                     | Referência               |
| ------- | --------------------------------- | ------------------------ |
| Linné   | Classe Hexandria, ordem Monogynia | Species plantarum (1753) |